# Hotel Splendide (1932)
Hotel Splendide is een Britse dramafilm uit 1932 onder regie van Michael Powell.

## Verhaal
Jerry Mason erft een hotel aan de kust. Hij is teleurgesteld, wanneer hij ziet dat er maar weinig gasten zijn. Intussen komt de juwelendief Gentleman Charlie vrij uit de gevangenis. Hij is van plan om zijn buit op te graven. Alleen is het hotel van Jerry intussen boven op die plek gebouwd.

## Rolverdeling
| Acteur         | Personage         |
| -------------- | ----------------- |
| Jerry Verno    | Jerry Mason       |
| Anthony Holles | Mevrouw LeGrange  |
| Edgar Norfolk  | Gentleman Charlie |
| Philip Morant  | Mijnheer Meek     |
| Sybil Grove    | Mevrouw Harkness  |
| Vera Sherborne | Joyce Dacre       |
| Paddy Browne   | Juffrouw Meek     |